# Gilles Robert de Vaugondy
Gilles Robert de Vaugondy (1688. − 1766.), francuski kartograf, graver i izdavač koji je djelovao tijekom 18. stoljeća.
U srodstvu je s N. Sansonom, jednim od najvećih velikana francuske kartografije preko čije je obitelji prikupljao brojne starije zemljovide i atlase. Prepravljanja i dopune istih radio je zajedno sa sinom Didierom koji je 1760. godine postao glavni zemljopisac na kraljevskom dvoru. Radovi Gillesa i Didiera u većini slučajeva nose zajednički autorski potpis, a poput A. Orteliusa i G. Mercatora uvijek su isticali autorsko podrijetlo svojih radova što suvremenim kartografima olakšava proučavanje cjelokupnog kartografskog sadržaja njihovog vremena.

## Opus
- Atlas portatif, universel et militaire, composé d'après les meilleures cartes, tant gravées que manuscrites, des plus célèbres géographes et ingenieurs (1748.)
- Partie Septentrionale du Royaume de Naples (1748.)
- Royaumes d'Espagne et de Portugal (1748.)
- Amérique Septentrionale dressée, sur les relations les plus modernes des voyageurs et navigateurs, et divisée suivant les differentes possessions des Européens (1750.)
- Isles de Saint Domingue ou Hispaniola, et de la Martinique (1750.)
- La Judée, ou, Terre Sainte, divisée en ses douze tribus (1750.)
- L'Empire du Japon divisé en sept principales parties, et subdivisé en soixante et six royaumes (1750.)
- Partie de la Mer du Nord, où se trouvent les Grandes et Petites Isles Antilles, et les Isles Lucayes (1750.)
- Royaume d'Irlande divisé en ses quatre provinces et subdivisé en comtés (1750.)
- L'Empire de la Chine dressé d'après les cartes de l'Atlas Chinois (1751.)
- Les Indes Orientales, où sont distingués les empires et royaumes qu'elles contiennent tirées du Neptune Oriental (1751.)
- Environs de Paris (1753.)
- Gouvernemens généraux du Maine et Perche, de l'Anjou, de la Touraine, et du Saumurois (1753.)
- Atlas universel (1755.)
- Carte de la Virginie et du Maryland (1755.)
- Partie de l'Amérique septentrionale, qui comprend le cours de l'Ohio, la Nlle. Angleterre, la Nlle York, le New Jersey, la Pensylvanie, le Maryland, la Virginie, la Caroline (1755.)
- Turquie Européenne (1755.)

## Poveznice
- Povijest kartografije